# 泰康食品

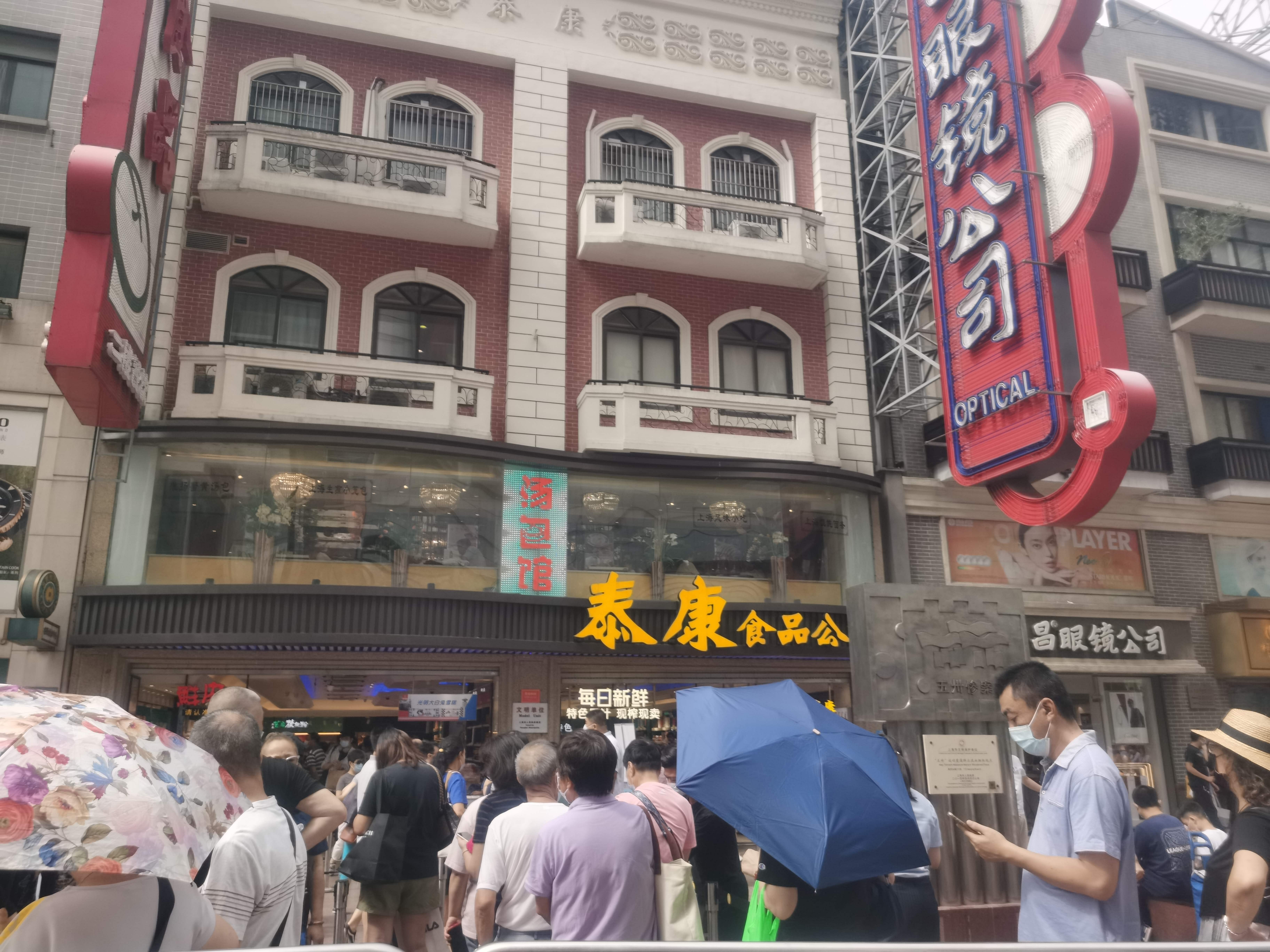
泰康食品位于南京东路上的一家门店

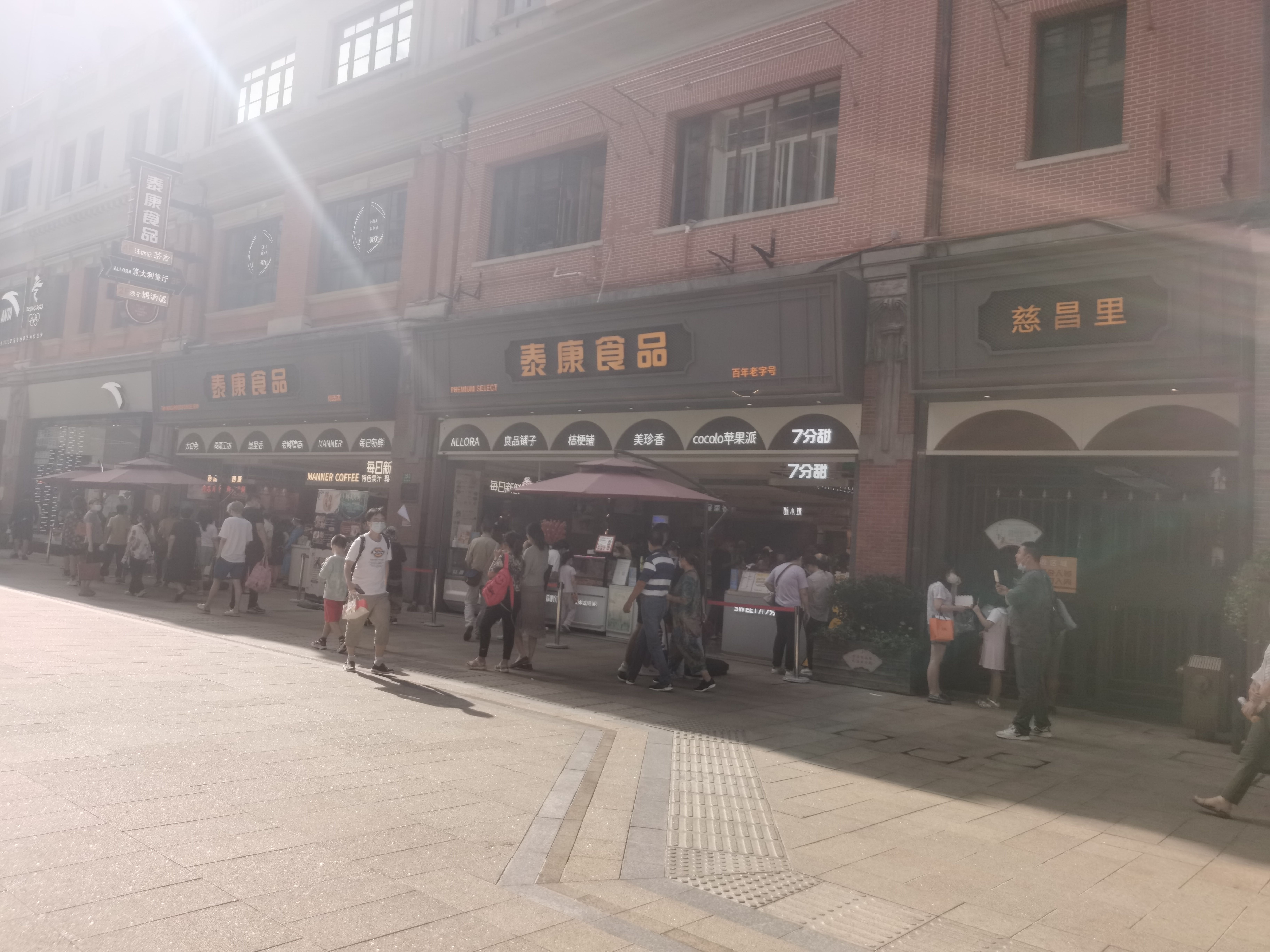
位于南京东路150号的泰康优选店，时任国务院总理李克强于2020年9月21日曾到此购买了两袋大白兔奶糖

泰康食品是位於中華人民共和國上海市黃浦區南京東路的一家食品商店，1914年由乐汝成、徐咏春、庄宝康创办于济南。1921年三人在上海东新桥設立批发所。1923年在上海大统路設厂。同年又搬遷至制造局路。1927年，泰康食品改组为股份有限公司，並搬遷迁至南京路766号。1931年，泰康食品在枫林桥小木桥路250号建造泰康食品总厂。第二次中日戰爭爆发後，食品总厂大部分设备迁到宁波路临时工厂，部分设备迁往重庆時被日軍戰机炸毀。1939年，泰康食品在顺昌路620号开办新厂。第二次中日戰爭結束后，食品总厂修复。